# Lájos Franciscy
Lájos Franciscy (1862 Sokolníky – 4. dubna 1933 Nitra) byl římskokatolický kněz, československý politik maďarské národnosti a senátor Národního shromáždění ČSR za Zemskou křesťansko-sociální stranu (maďarská menšinová strana).

## Biografie
Po studiu teologie ve Vídni působil v Nitře jako kaplan a vyučoval teologii na Budapešťské univerzitě. V Nitře byl od roku 1911 kanovníkem, později titulárním proboštem. V letech 1906–1933 působil jako redaktor listu Nyitramegyei Szemle. Po vzniku ČSR patřil ke konzervativnímu církevnímu a protiliberálnímu křídlu své strany. V době, kdy byl předsedou strany Géza Szüllő, kritizoval její spolupráci s Maďarskou národní stranou. V roce 1932 se stal čestným předsedou Zemské křesťansko-sociální strany. Profesí byl kanovníkem v Nitře.
V parlamentních volbách v roce 1925 získal senátorské křeslo v Národním shromáždění za maďarské křesťanské socialisty. Dočasně zasedal jako hospitant v senátorském klubu Německé křesťansko sociální strany lidové. V senátu setrval do roku 1929.